# Дуално образовање
Дуално образовање је део система средњег образовања и васпитања у коме се кроз теоријску наставу и вежбе у школи и учење кроз рад код послодавца, стичу, усавршавају и изграђују знања, вештине и способности и ставови (компетенције) у складу са стандардом квалификације и планом и програмом наставе и учења.
Послодавац је правно или физичко лице које испуњава прописане услове за учење кроз рад ученика у дуалном образовању и чија делатност омогућава остваривање садржаја прописаних одговарајућим планом и програмом наставе и учења.
“Учење кроз рад” је организован процес током кога ученици, под руководством и надзором инструктора у реалном радном окружењу код послодавца, стичу знања која су неопходна за ефикасан и продуктиван рад у одређеном занимању или групи занимања.

## Дуално образовање у Србији
Овај систем се практикује у неколико земаља, посебно у Немачкој, Аустрији, Швајцарској и немачкој заједници Белгије, али и већ неколико година у Јужној Кореји.
У Француској је дуално образовање стекло велику популарност још од деведесетих година прошлог века, при чему су информационе технологије највише привукле пажњу.
Елементи дуалног образовања одавно постоје у нашем образовном систему. Претпоставља се да се неодрживост таквог дуалног система  огледала у непотпуности, односно засебном и независном похађању теорије и праксе. Зато сматрамо да је неопходан обједињујући образовни елемент у оквиру кога би стална наставна активност прожимала садржаје из различитих наставних области. Како су истраживања показала, посебно конципиране теорија и пракса на недовољан начин профилишу ученике за свеобухватније укључивање у савремене токове базиране на иновативним и динамичким системима друштвених процеса. Таквим приступом онемогућава се адекватно укључивање ученика, будућих стручњака, у веома захтевне процесе на које утичу савремене технологије и тржиште рада.
Република Србија је прописала Закон о дуалном образовању 2017. године.
Законом о дуалном образовању прописано је да овај начин образовања буде спроведен у свим средњим стручним школама и гимназијама Републике Србије од 2019/2020. школске године.
Законом је прописано да ученик има право на месечну накнаду за учење кроз рад у нето износу од најмање 70% минималне цене рада, коју исплаћује послодавац.
Током учења кроз рад код послодавца забрањени су дискриминација ученика, физичко, психичко, социјално, сексуално, дигитално и свако друго насиље, а забрањено је обављање опасног рада за децу.
Закон предвиђа и услове за случај раскида уговора.
Такође је 2019. у Привредној комори Аустрије у Бечу потписан Меморандум о разумевању који доприноси развоју овог вида образовања.
У Србији је тренутно могуће спровести два модела дуалног приступа образовању.  Један је Међупредметно дуално образовање које би се спроводило још од основне школе и обухватало би сву децу у систему образовања, а други Дуално образовање усмерено ка пракси која се одвија у привредним субјектима.

## Принципи и услови дуалног образовања

### Принципи дуалног образовања
Дуално образовање ученицима може да пружи знања која ће несметано моћи да примене након завршетка свог школовања и на неки начин ће себе специјализовати.
Принципи дуалног образовања су:
- доступност – једнаки услови за све за квалитетан приступ дуалном образовању;
- релевантност – усклађеност са потребама послодаваца и тржишта рада;
- проходност – приступ различитим подручјима рада у оквиру истог нивоа образовања и ка вишим нивоима образовања;
- целоживотно учење – омогућавање образовања и развоја током целог живота у свим областима живота и рада;
- право избора – слобода избора занимања и образовног профила у оквиру утврђених критеријума;
- једнаке могућности – стицање образовања без обзира на пол, расну, националну, културну, етничку и верску припадност, језик, сексуалну оријентацију, место боравка, материјално стање и друга лична својства;
- партнерство – сарадња органа државне управе, аутономних покрајина, јединица локалне самоуправе, установа и других организација надлежних за развој, обезбеђивање и унапређивање квалитета образовања и васпитања и запошљавања, научно-истраживачких организација, као и социјалних партнера – привредне коморе, репрезентативних удружења, струковних удружења послодаваца, синдиката, удружења грађана и појединаца;
- професионалност и етичност – одговорност школа и послодаваца за остваривање циљева и принципа дуалног образовања и поштовање личности и достојанства сваког ученика;
- осигурање квалитета – обезбеђивање остваривања потребних стандарда у свим активностима дуалног образовања.

### Услови дуалног образовања
Гледајући дуално образовање на светском нивоу, постоје услови који су прописани. Услове дуалног образовања је у обавези да спроведе послодавац. Послодавац мора да испуни услове ради извођења едукације ученика кроз рад.
Гледано из угла Републике Србије услови које послодавац мора да испуни су:
- обављање делатности која омогућава реализацију садржаја учења кроз рад прописане одговарајућим планом и програмом наставе и учења;
- располагање простором, опремом и средствима за рад у складу правилником о ближим условима у погледу простора, опреме и наставних средстава одређеног образовног профила;
- располагање потребним бројем лиценцираних инструктора складу са планом и програмом наставе и учења;
- обезбеђивање примене мера безбедности и здравља на раду;
- да над послодавцем није отворен стечајни поступак или покренут поступак ликвидације;
- да одговорно лице код послодавца није правноснажно осуђивано за кривична дела из групе кривичних дела против: живота и тела; слобода и права човека и грађанина; права по основу рада; части и угледа; полне слободе; брака и породице; интелектуалне својине; имовине; привреде; здравља људи; опште сигурности људи и имовине; безбедности рачунарских података; уставног уређења и безбедности Републике Србије; државних органа; правосуђа; јавног реда и мира; правног саобраћаја; службене дужности; човечности и других добара заштићених међународним правом и Војске Србије.

## Будућност дуалног образовања
Модерна ера брзих економских и технолошких промена проширила је улогу дуалног образовног система у радној снази. Старији радници све више користе систем да би стекли нове вештине на тржишту рада који се стално развија. Ово је познато као континуирано стручно образовање или CVET. С обзиром на ефикасност система у Немачкој, Аустрији и другим сличним земљама, дуално образовање може помоћи тим земљама да се брже прилагоде текућој економској ситуацији. Дуално образовање доприноси развијању стручних занимања. Управо је овај вид образовања значајан јер промовише струку и средњу стручну спрему. Данас се широм света државе све чешће опредељују за оформљавање овог програма образовања јер управо он гарантује будућност.